# Par amour (film, 2015)
Pour les articles homonymes, voir Par amour.
Pour plus de détails, voir Fiche technique et Distribution.
Par amour (Per amor vostro) est un film franco-italien réalisé par Giuseppe M. Gaudino et sorti en 2015.
Le film est sélectionné en compétition à la Mostra de Venise 2015.

## Synopsis
La scène se déroule à Naples où Anna Ruotolo femme indolente à une pauvre vie agrémentée uniquement par la vue de la mer depuis sa terrasse. Sa famille est composée de deux filles, d'un garçon sourd et d'un mari violent impliqué dans l'usure qu'elle voudrait chasser de la maison. La situation évolue quand Anna trouve un travail de technicienne sur le tournage d'un feuilleton local et tombe sous le charme de l'acteur principal, le vaniteux Michele Migliaccio. Dès lors sa vie de marionnette désabusée toujours disposée à aider les autres touche à sa fin.

## Fiche technique
- Titre original : Per amor vostro
- Titre français : Par amour
- Réalisation : Giuseppe M. Gaudino
- Scénario : Giuseppe M. Gaudino, Isabella Sandri, Lina Sarti
- Direction artistique : Flaviano Barbarisi, Antonella Di Martino
- Décors :
- Costumes : Alessandra Torella
- Photographie : Matteo Cocco
- Son :
- Montage : Giogiò Franchini (it)
- Musique : Epsilon Indi
- Production : Gaetano Di Vaio, Giuseppe M. Gaudino, Dario Formisano
- Société(s) de production :
- Société de distribution : Officine UBU (it)
- Format : noir et Blanc et couleur, 2,39:1
- Pays d’origine :  Italie
- Langue originale : italien
- Genre : drame
- Durée : 110 minutes
- Dates de sortie :
  -  Italie : 2015
  -  France : 13 avril 2016

## Distribution
- Valeria Golino : Anna Ruotolo
- Massimiliano Gallo : Gigi Scaglione
- Adriano Giannini : Michele Migliacco
- Elisabetta Mirra : Santina Scaglione
- Edoardo Crò : Arturo Scaglione
- Daria D'Isanto : Cinzia Scaglione
- Salvatore Cantalupo : Ciro
- Rosaria Di Ciocco : directrice du studio télé

## Distinctions
- Mostra de Venise 2015 : Coupe Volpi pour la meilleure interprétation féminine pour Valeria Golino